# 杉野正
杉野 正（すぎの ただし、1958年5月25日 - ）は、日本の実業家。T＆Sコンサルティング株式会社代表取締役。
代表取締役社長をしていた頃のしなの鉄道を急速に経営黒字化させたことでヘッドハンティングされ、埼玉高速鉄道代表取締役社長を務めた。

## 来歴・人物
神奈川県川崎市多摩区出身。武相高等学校、神奈川大学経済学部卒業後、ユニ・チャームに入社。その後エイチ・アイ・エス在籍時の2002年6月、澤田秀雄が田中康夫からしなの鉄道の再建を依頼されたため、澤田の後押しでしなの鉄道社長に就任。不利な契約の解消、コスト削減、増収・「儲ける」事を意識付ける厳しい社員教育を行い、2年間でしなの鉄道を黒字経営にした。
その活動が一部マスメディアで報道されると、当時巨額の赤字を抱えていた埼玉高速鉄道の再建のため埼玉県から招かれ同社社長に就任した。
営業職に長く就いており、埼玉高速鉄道時代に自ら記念乗車カードの発売を行うなどの営業活動を行った。利益追求的かつトップセールス型の公共交通機関経営の様子は一部マスメディアで好意的に取り上げられる。自身を「プロのサラリーマン」と自称する。また、日経スペシャル ガイアの夜明け（第137回、2004年11月30日放送）「しがらみを断ち切れ 〜赤字第3セクター再建への道〜」で埼玉高速鉄道が特集された時、杉野自身が「鉄道界又は信州のカルロス・ゴーン」として紹介された。
埼玉高速鉄道の社長職を2006年11月16日付けの取締役会で退任し、2007年4月の統一地方選挙神奈川県知事選挙に立候補したものの、現職の松沢成文に大差をつけられ落選。自由民主党神奈川県支部連合会の推薦を得ていたが、自由民主党本部からの推薦や支援はなかった。
選挙終了後の2007年5月、アルテサロンホールディングス傘下の美容室フランチャイズ運営企業・スタイルデザイナーの代表取締役社長に就任。平行して
2008年1月には創業家から経営再建を託される形でシャトレーゼの社長に就任したが、僅か半年後の6月創業家との経営方針の不一致により同社社長を退任した。2011年、同じくアルテサロンホールディングス傘下の美容室運営企業・アッシュの代表取締役会長に就任。
2013年、ツカダ・グローバルホールディング傘下のブライダル事業企業、アクア・グラツィエの専務取締役に就任。
2017年に独立し、コンサルティングを営むT&Sコンサルティング株式会社を設立した。

## テレビ番組
- 日経スペシャル ガイアの夜明け しがらみを断ち切れ赤字第3セクター再建への道（2004年11月30日、テレビ東京）[3]。

## 著書
- 『俺が黒字にしてみせる!』（2003年11月10日、かんき出版）ISBN 4761261331